# 温巴 (俄罗斯)
温巴（羅馬化：Umba）是俄罗斯摩尔曼斯克州的市级镇、捷列克区行政中心，位于温巴河河口附近，南侧为坎达拉克沙湾。地处摩尔曼斯克州南部，在州府摩尔曼斯克东南方。
旧称列斯诺伊（Лесной）。该地2021年人口有4,387人；2010年人口5,532；2002年人口6,497；1989年人口8,309。